# فلیچ بیتو
فلیچ بیتو (انگلیسی: Felice Beato؛ ۱۸۳۲ – ۲۹ ژانویه ۱۹۰۹) همچنین به عنوان فلیکس بیتو (به انگلیسی: Felxix Beato) نیز شناخته می‌شود، عکاس بریتانیایی-ایتالیایی بود. او یکی از اولین عکاسانی بود که از شرق آسیا عکس گرفت و از اولین عکاسان جنگ بود. او به‌خاطر آثار ژانر، پرتره‌ها، مناظر و چشم‌اندازهای معماری، مناظر آسیا و منطقهٔ مدیترانه مشهور است. سفرهای بیتو به او این فرصت را داد تا تصاویری از کشورها، مردم و رویدادهایی بسازد که برای اکثر مردم اروپا و آمریکای شمالی ناآشنا و دور از دسترس باشد. آثار او تصاویری از وقایعی مانند شورش‌های ۱۸۵۷ در هند و جنگ دوم تریاک را ارائه می‌دهد و نمایانگر اولین بخش مهم عکاسی خبری است. او بر عکاسان دیگر تأثیر گذاشت و تأثیر او در ژاپن، جایی که او با بسیاری از عکاسان و هنرمندان دیگر تدریس می‌کرد و کار می‌کرد، بسیار عمیق و ماندگار بود.

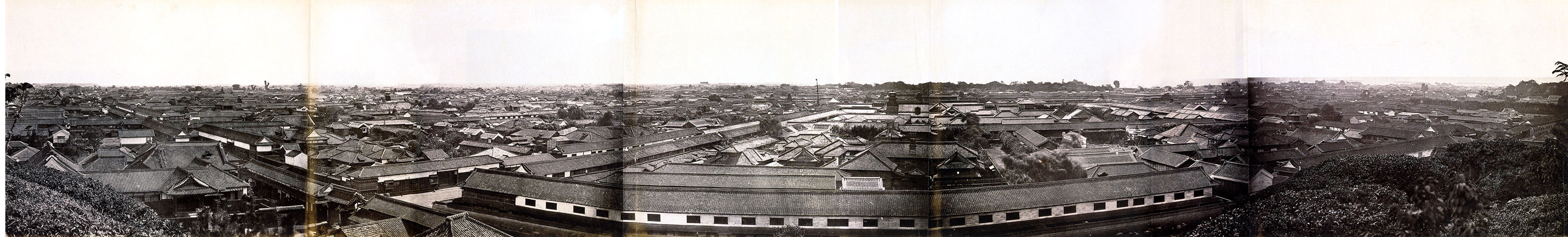
پانورامای یدو از آتاگویاما، توکیو کنونی ۱۸۶۵ یا ۱۸۶۶

## نگارخانه

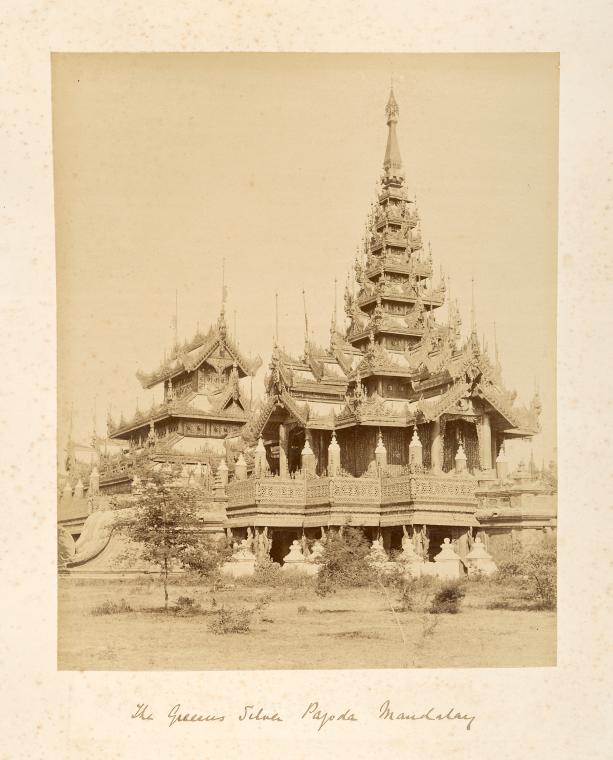
بتکده نقره‌ای ملکه، ماندالای، ۱۸۸۹
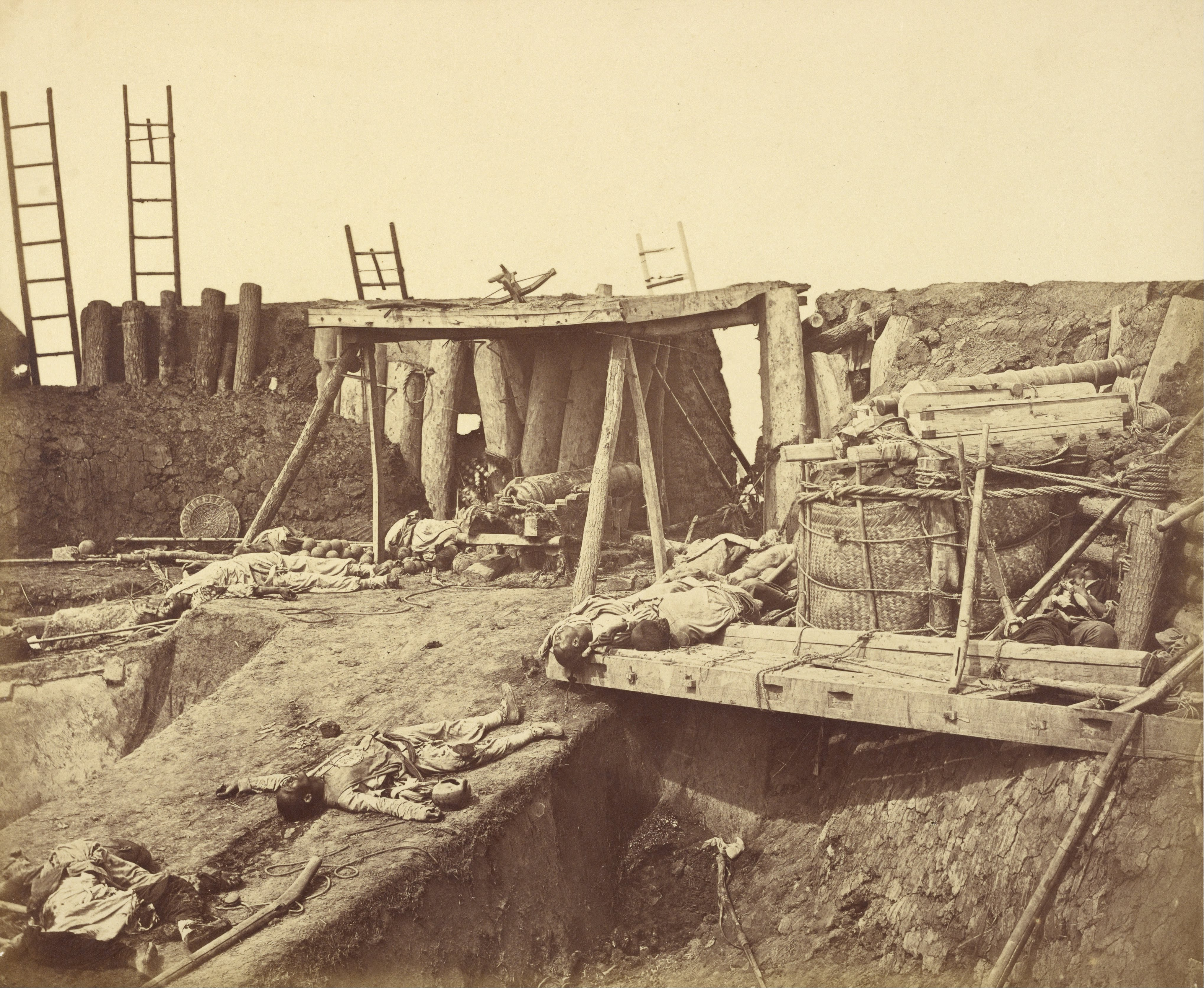
فضای داخلی فورت تاکو بلافاصله پس از دستگیری ۲۱ اوت ۱۸۶۰
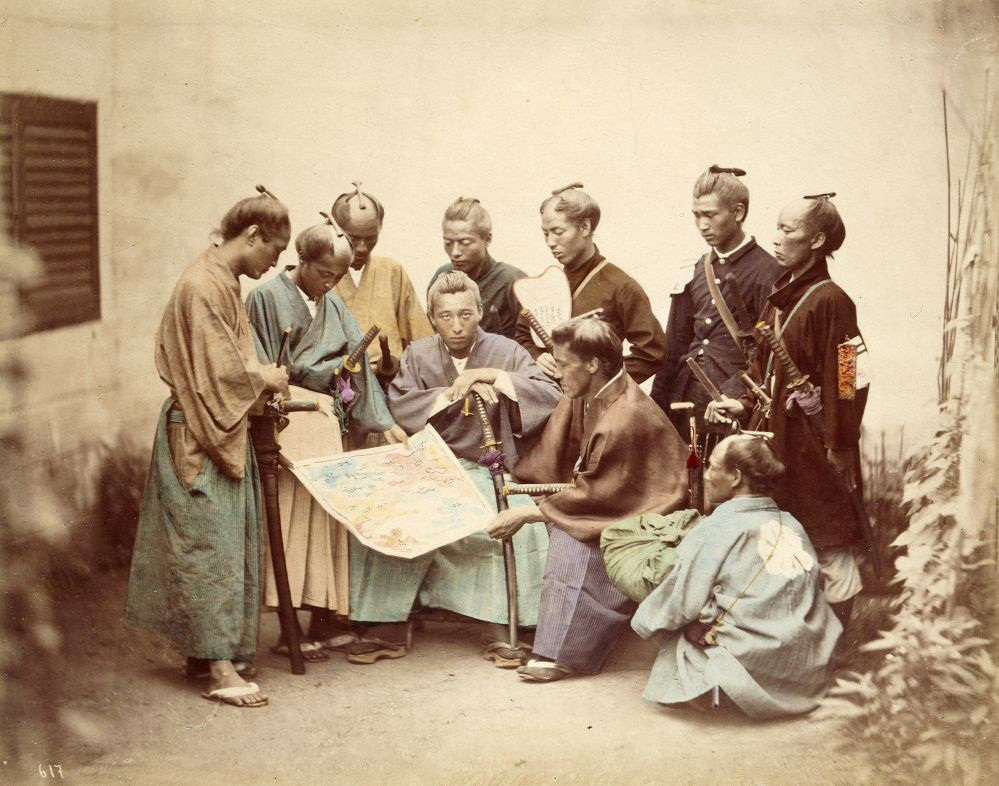
سامورایی از خاندان شیمازو، در دوره جنگ بوشین (۱۸۶۸–۱۸۶۹)
بقایای اسکلتی شورشیان در پیش‌زمینه ویرانه‌های کاخ باغ اسکندر نشان می‌دهد، لکهنو، هند، ۱۸۵۸